# Kristian Halken
Kristian Halken (født 3. april 1955 i Horsens) er en dansk skuespiller, der har medvirket i både teater, revy, tv-serier og film.

## Karriere
Han er uddannet fra Statens Teaterskole i 1981.
Han har optrådt på en række scener, af hvilke kan nævnes Husets Teater og Nørrebros Teater og han har også medvirket i både Tivoli Revyen og Hjørring Revyen.
Blandt de forestillinger han har haft roller i kan nævnes Mine to søstre, Let's Kick Ass, Fagre voksne verden og Fader Vor.
I tv har han medvirket i serierne Madsen & co., TAXA, Langt fra Las Vegas, Rejseholdet, Krøniken, Badehotellet samt julekalendrene Gufol mysteriet, Nissernes Ø og Borgen; i sidstnævnte serie spiller han politikeren Erik Hoffmann fra det fiktive parti, Ny Højre.

## Hæder
- 1992: Ole Haslunds Kunstnerfond
- 2001: Årets Reumert for mandlige birolle[2]
- 2003: Årets Reumert for mandlige birolle[2]

## Filmografi

### Film
- Cirkus Casablanca – 1981
- Farligt venskab – 1995
- Kun en pige – 1995
- Ørnens øje – 1997
- Kærlighed ved første hik – 1999
- Klinkevals – 1999
- Juliane – 2000
- Olsen-banden Junior – 2001
- Min søsters børn i sneen – 2002
- Se til venstre, der er en Svensker – 2003
- De grønne slagtere – 2003
- Anklaget – 2005
- Voksne mennesker – 2005
- Af banen! – 2005
- Solkongen – 2005
- Allegro – 2005
- Sprængfarlig bombe – 2006
- Anja og Viktor - Brændende kærlighed – 2007
- Til døden os skiller – 2007
- Guldhornene – 2007
- Karlas kabale – 2007
- Remix – 2008
- MollyCam – 2008
- Himlen falder – 2009
- Kærestesorger – 2009
- Oldboys – 2009
- Au pair (film)
- Dirch – 2011
- Kapgang (2014)
- Ninna (2019)
- En helt almindelig familie (2019)
- Rom 2024

### Tv-serier
- Madsen & co.
- TAXA
- Langt fra Las Vegas
- Rejseholdet
- Krøniken
- Gufol mysteriet (1997) - Eddie
- Nissernes Ø (2003) - Vagtnissen Vagn
- Borgen (2013, Sæson 3) - Erik Hoffmann
- Badehotellet (2013-nu) - Peter Andreas Kjær
- Norskov (2015-17) - Erik Roslund
- Labans Jul (2017) - Poul / Sirius
- Hr. Skægs Hotel (2019)

## Teater
- Mine to Søstre, Husets Teater (2001)
- Spindoctor, Nørrebros Teater (2003)
- Som man behager, Grønnegårds Teatret (2003)
- Danny Crowe Show, Mungo Park (2003)
- Tusind og én nat — NU, Betty Nansen Teatret (2003)
- Skyelskeren, Sorte Hest (2006) - Søren Kierkegaard
- Den Indbildt Syge, Folketeatret (2011)
- Gengangere, Det Kongelige Teater (2011)
- Vildanden, Det Kongelige Teater (2013)
- Mefisto, Betty Nansen Teatret (2014)
- Pelle Erobreren, Østre Gasværk (2018)
- Vredens druer, Betty Nansen Teatret (2018)
- De lystige koner, Folketeatret (2018)
- Corydong, Teater Grob (2019)
- Amadeus, Det Konglige Teater (2019)